# 爱丁堡大学医学院
爱丁堡大学医学院（又名爱丁堡医学院）是爱丁堡大学在苏格兰和英国的医学院，是英语世界最古老的医学院，在现代医学史上有着重要地位。

## 历史
成立于1726年，苏格兰启蒙运动正盛之时。2022年英国卫报大学排名将其排第一位。
每年招生规模200位医学生（MD）左右，2021-2022年录取率2.5%，录后选择率71%。

## 著名校友
- 查尔斯·达尔文，博物学家
- 阿瑟·柯南·道尔，《福尔摩斯探案集》作者，师从约瑟夫·贝尔
- 托马斯·杨，物理学家
- 理查德·欧文，生物学家，恐龙命名者
- 詹姆斯·林德，通过实验得出坏血病药方
- 托马斯·霍奇金，预防医学先驱，霍奇金淋巴瘤发现者
- 保罗·纳斯，前皇家学会会长，2001年诺贝尔生理学或医学奖得主
- 兰迪·谢克曼，前《美国国家科学院院刊》主编，2013年诺贝尔生理学或医学奖得主
- 爱德华·莫泽，2014年诺贝尔生理学或医学奖得主
- 迈-布里特·莫泽，2014年诺贝尔生理学或医学奖得主
- 钟南山，传染病学家，中国国家卫健委高级专家组组长

## 图册

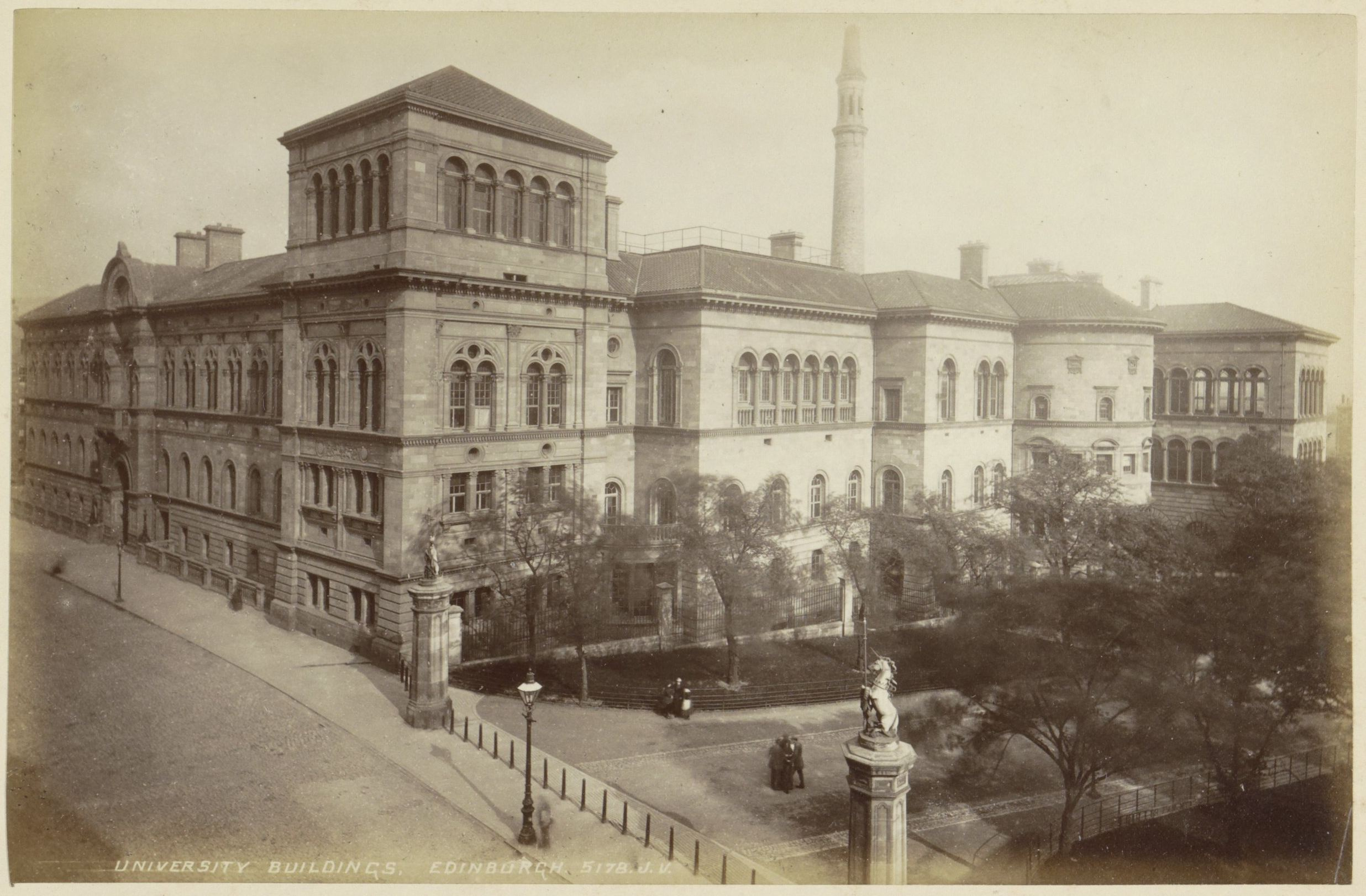
医学院旧照，摄于1870-1890年
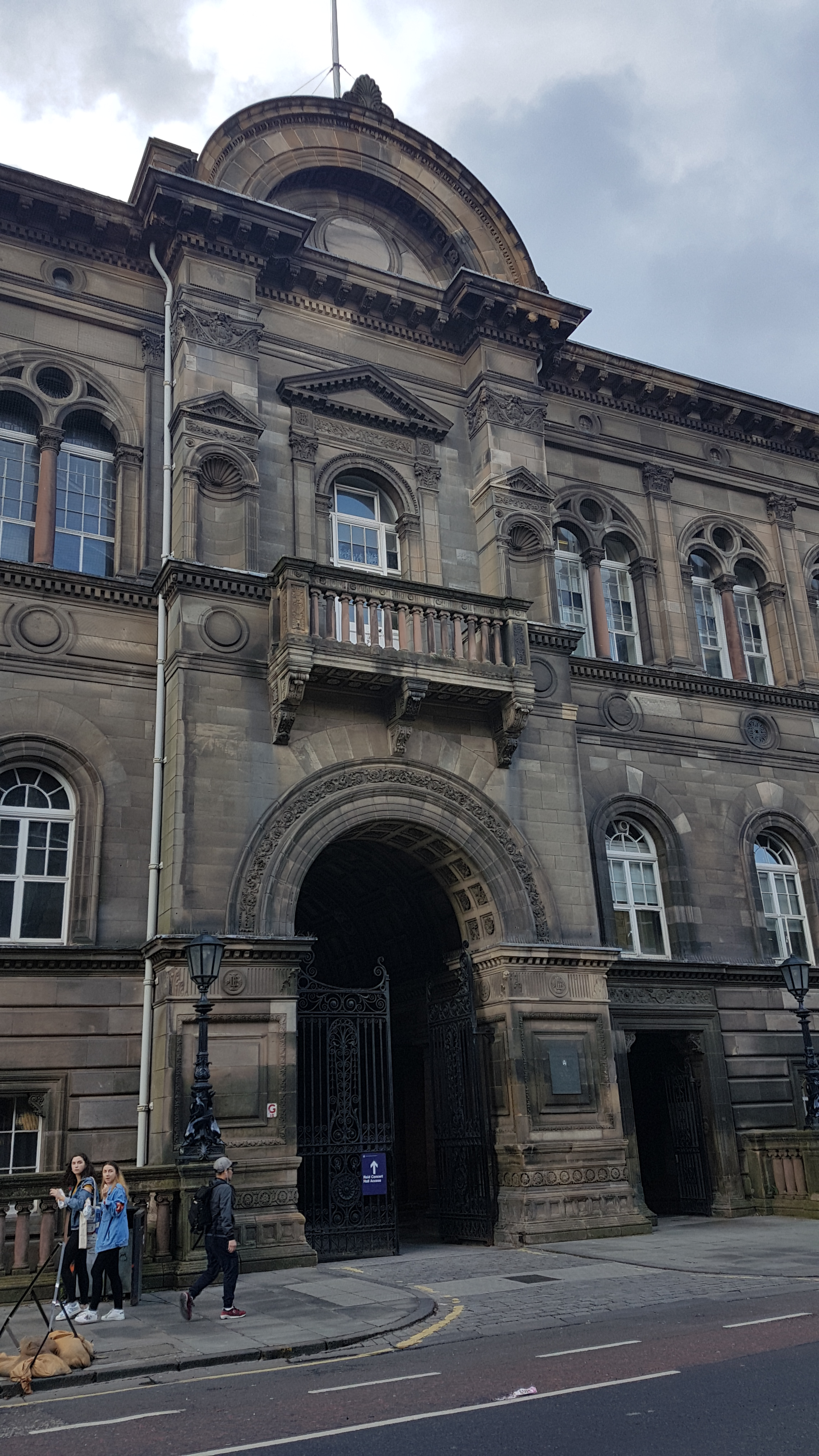
老医学院大门
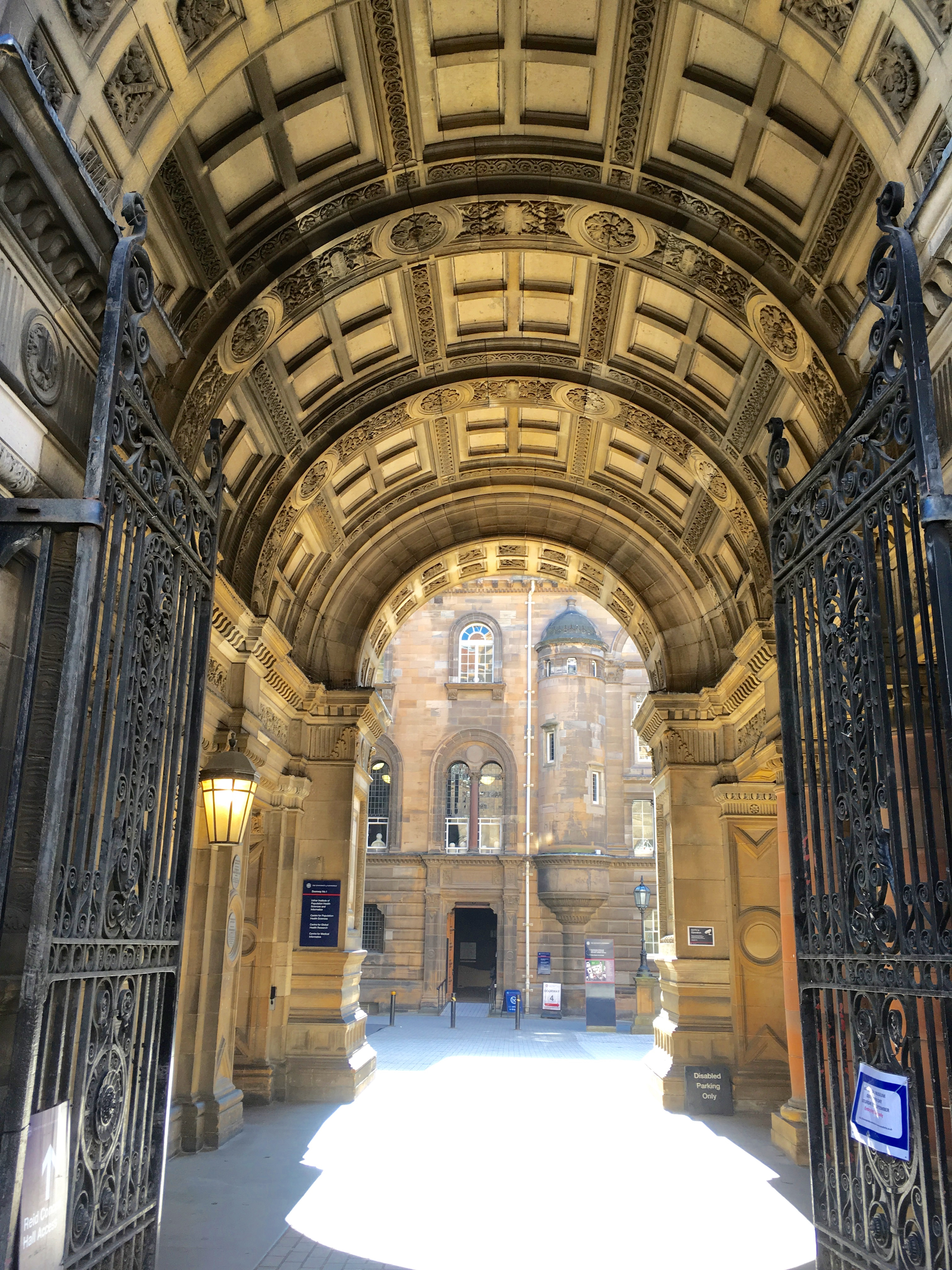
拱门
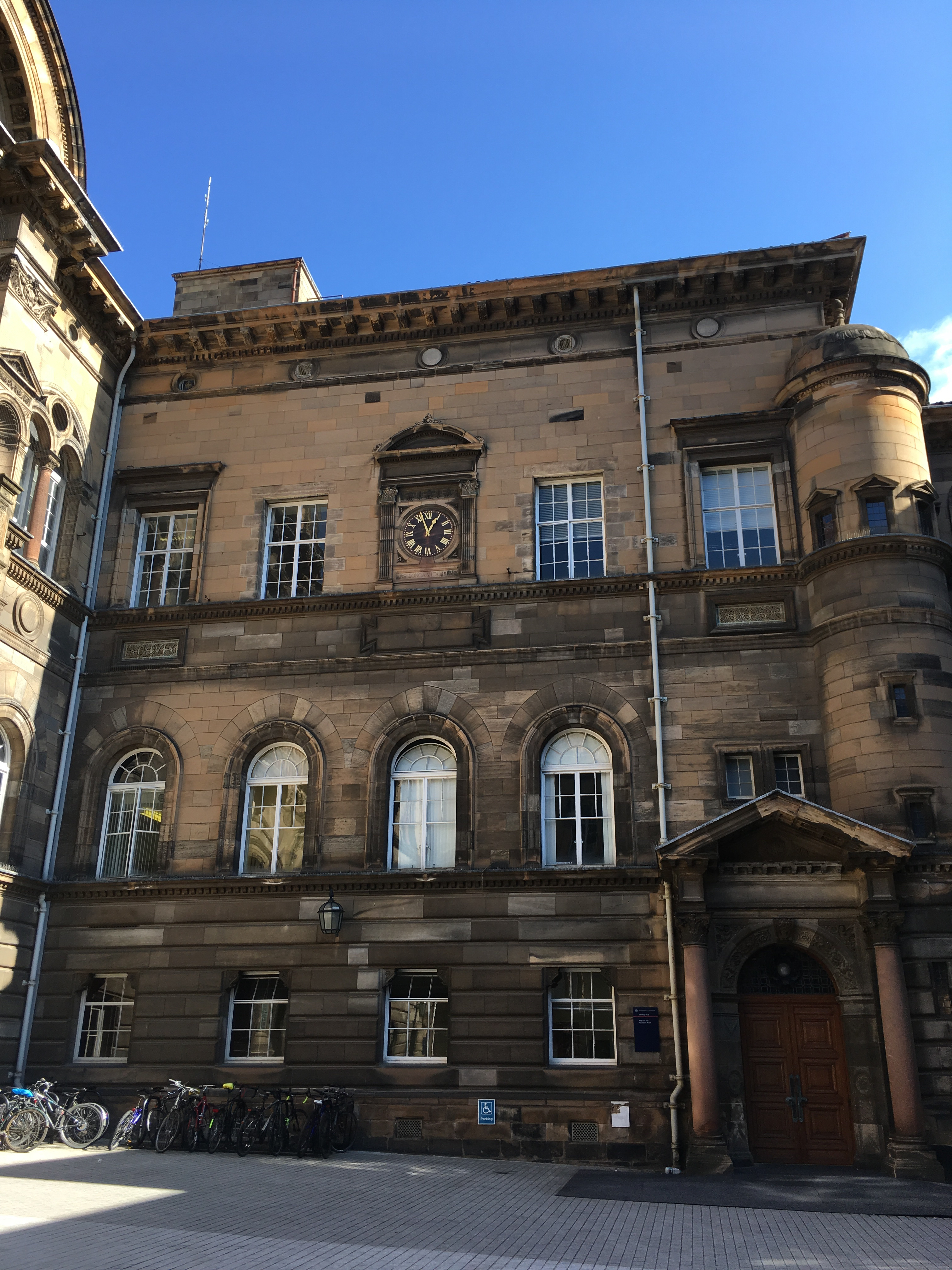
内部方庭
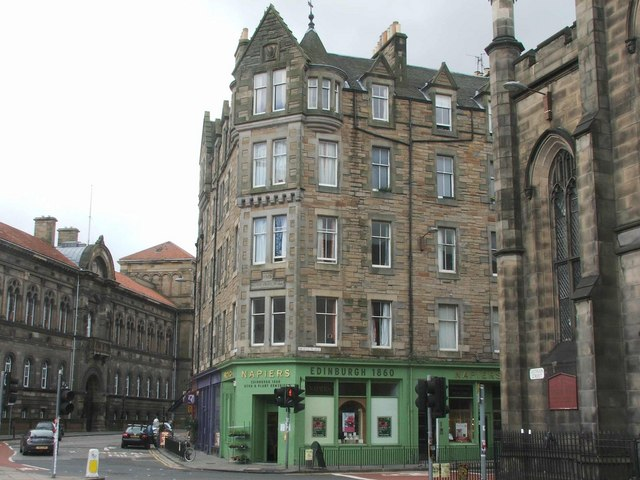
老药剂房
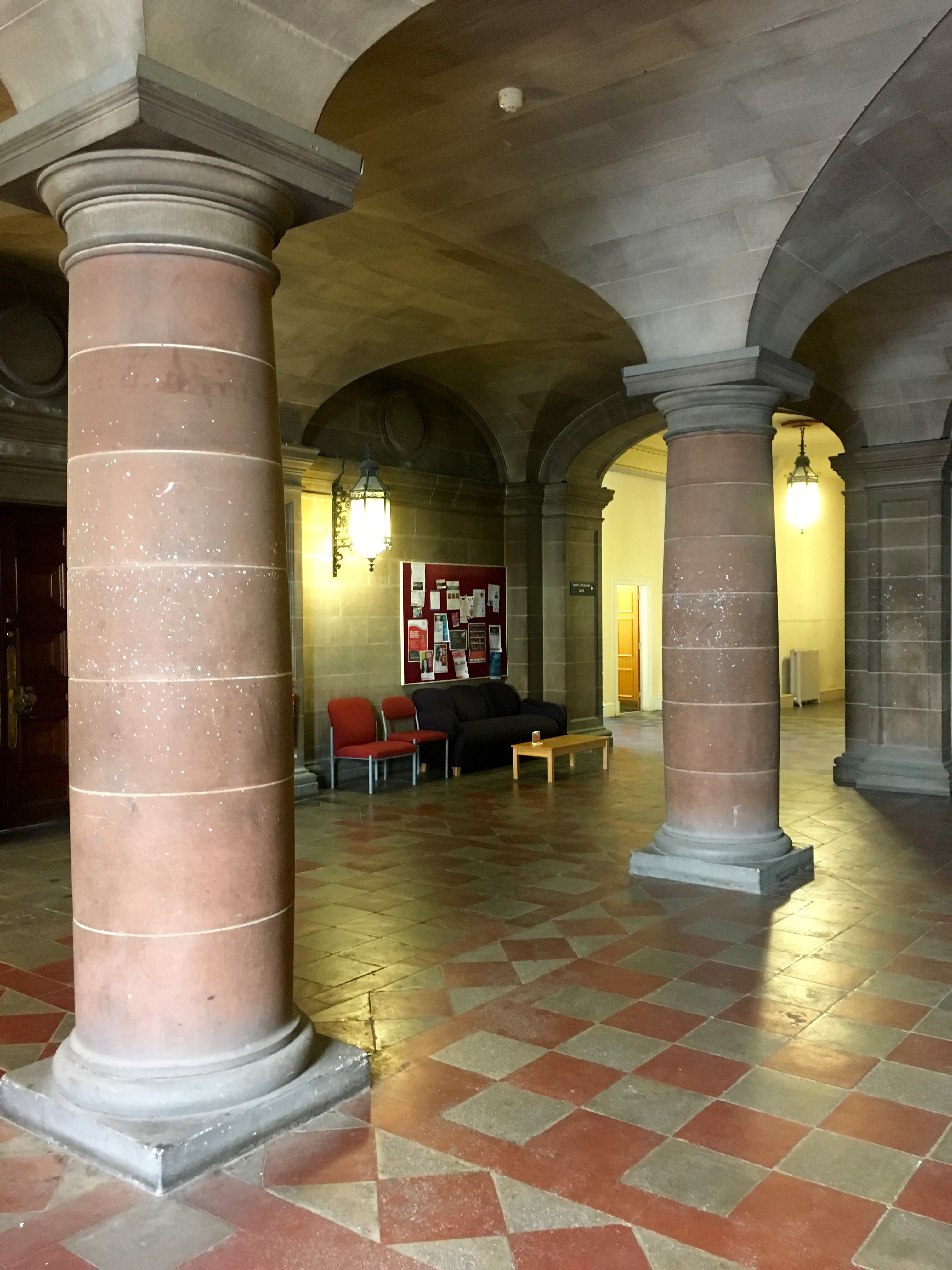
医学院拱廊
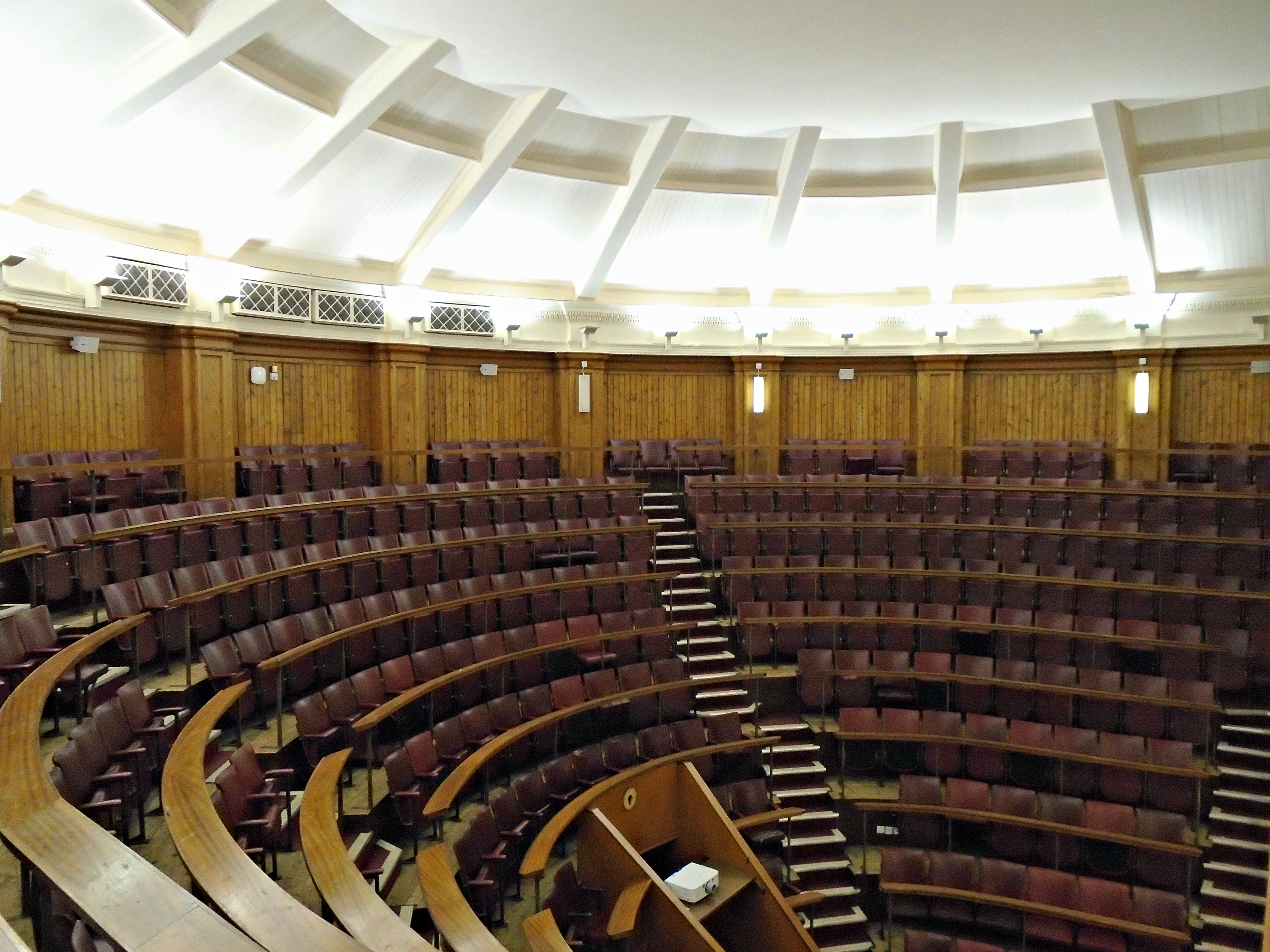
解剖学讲堂
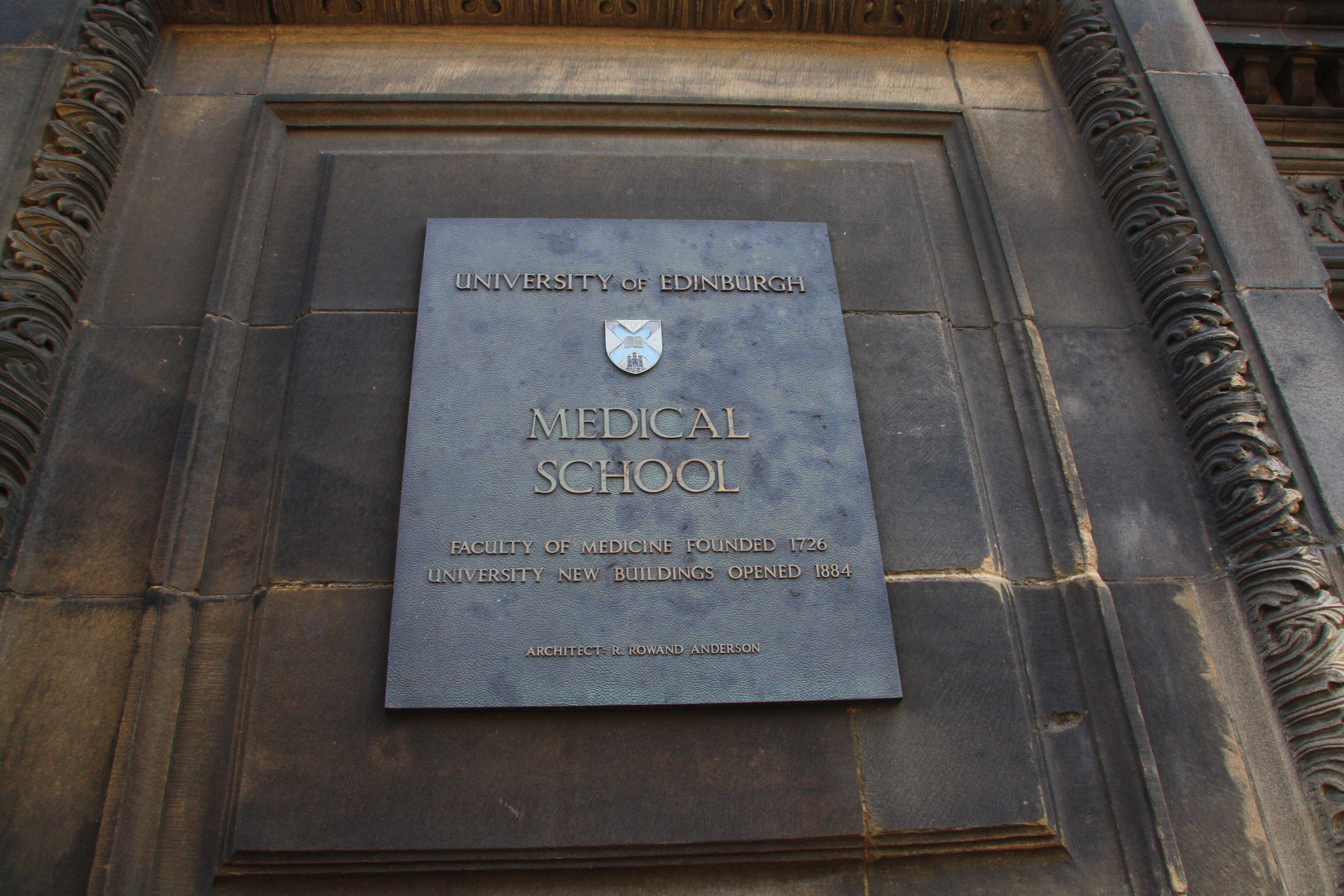
医学院牌匾
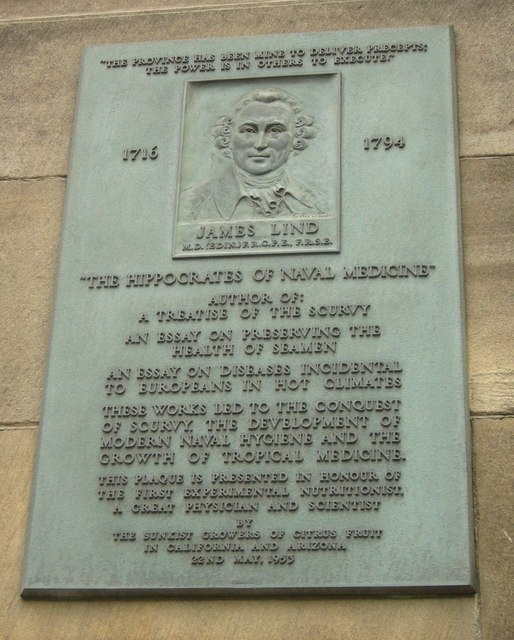
詹姆斯·林德的牌匾
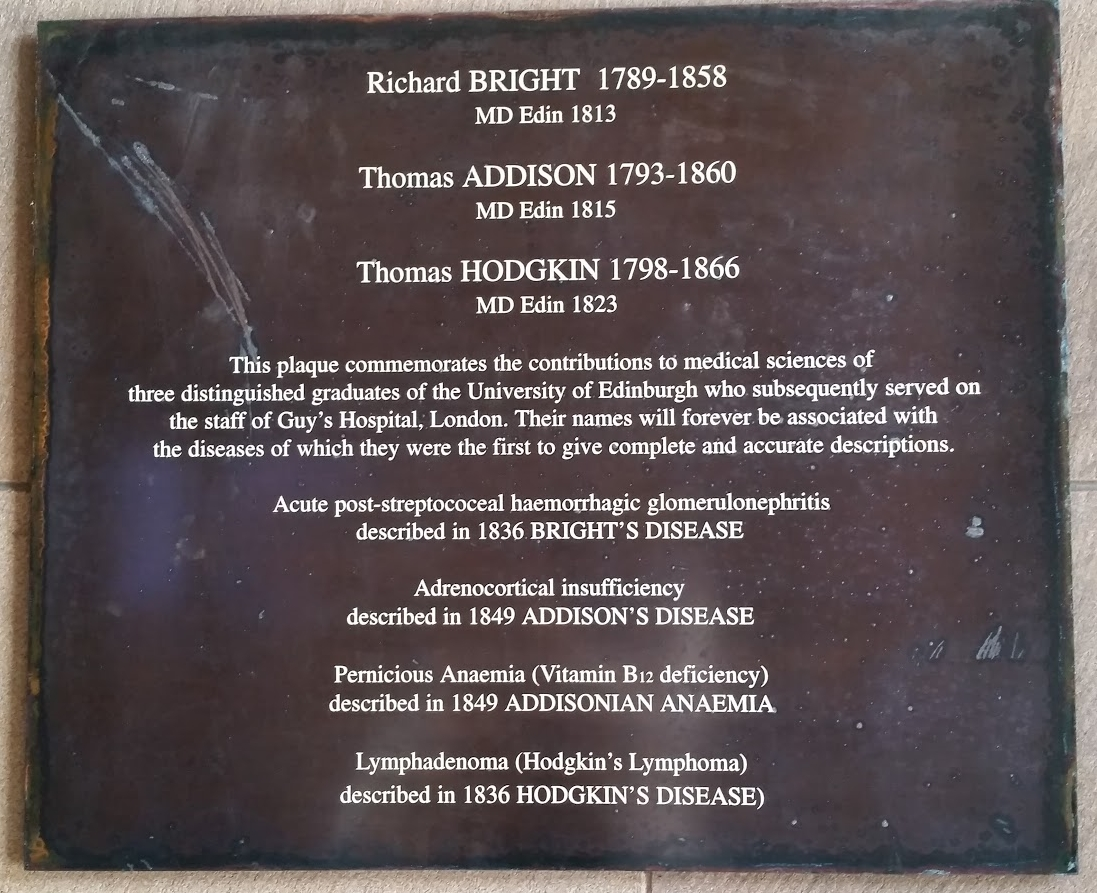
理查德·布莱特、托马斯·艾迪生和托马斯·霍奇金的纪念牌匾
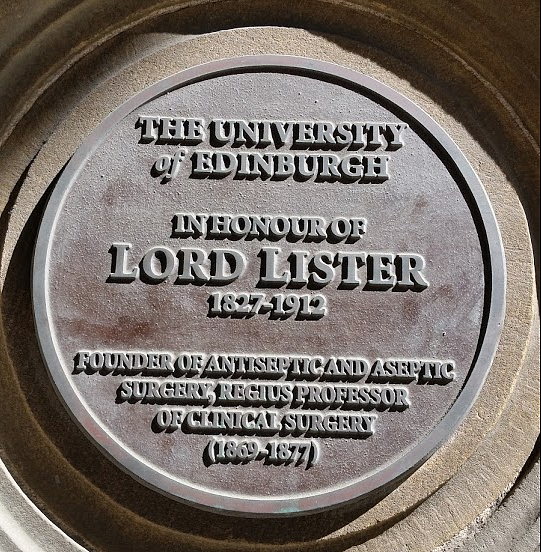
李斯特男爵牌匾
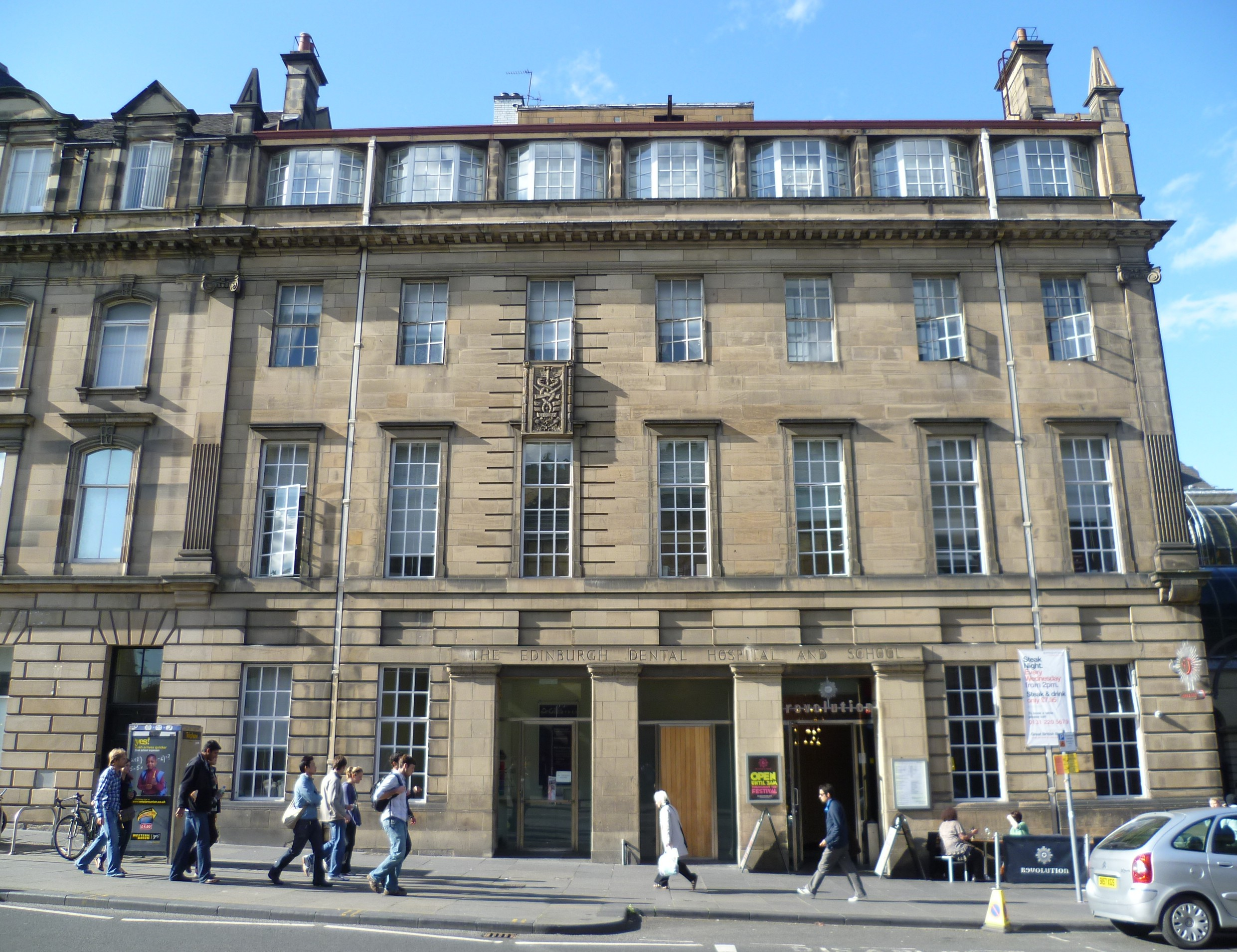
牙医学院
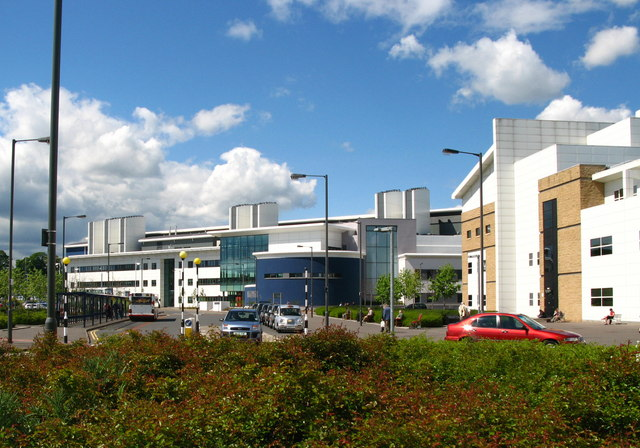
BioQuater